# Густав Гаглунд
Густав Емануель Гаглунд, народився 11 вересня 1900 року в приході Рогберга, помер 10 червня 1955 року в Стокгольмі, був шведським ботаніком.
Густав Гаглунд був двоюрідним братом Патріка Гаглунда. Він став кандидатом медицини в Уппсальському університеті в 1932 році, почесним доктором філософії в 1949 році та amanuensis у ботанічному відділі Шведського музею природної історії в 1947 році. У 1940-х роках Гаглунд був провідним експертом з роду кульбаб і опублікував кілька робіт про нього, особливо в Botaniska notiser і Svensk botanisk tidskrift.
Співпрацював з Йоганесом Лендертом ван Зостом, тому їх часто цитують як G. E. Haglund & Soest.